# Parti suisse du travail
Pour les articles homonymes, voir PST et Parti du travail.
Le Parti suisse du travail (PST-POP) (en allemand Partei der Arbeit der Schweiz (PdA), en italien Partito svizzero del Lavoro (PdL), est un parti suisse d'inspiration marxiste. Son symbole est un bonnet phrygien rouge avec une petite croix fédérale. Il a pour but de rassembler les ouvriers, les salariés et l'ensemble des forces sociales autour d'un projet progressiste et anti-capitaliste. Il a des influences communistes et altermondialistes. Le parti est membre fondateur du Parti de la gauche européenne. Au niveau suisse, le Parti ouvrier et populaire (POP) participe en 2007, avec le parti politique solidaritéS, à la création de la coalition politique À gauche toute !.
Il est appelé « Parti ouvrier et populaire » (POP) dans les cantons de Berne, de Neuchâtel, de Vaud, du Tessin, du Valais et du Jura.
En 2021, le PST-POP compte des sections dans le canton de Vaud, Neuchâtel, Genève (Parti du travail), Jura, Valais, Berne, Zurich, Saint-Gall, Tessin, Bâle et Argovie.

## Histoire
Le 6 octobre 1918 est fondé le premier parti communiste de Suisse (les « vieux communistes »).
En 1937, le parti communiste est interdit dans les cantons de Genève et Neuchâtel. La Fédération socialiste suisse (FSS) y est fondée pour le remplacer.
L'initiative populaire cantonale vaudoise du 30 janvier 1938 confirme l'interdiction du Parti communiste local. Celui-ci ne comptait pourtant guère qu'une centaine de membres. Le 29 novembre 1940, le parti communiste est interdit par le Conseil fédéral, en partie avec l'accord du parti socialiste, sur tout le territoire suisse.
Le 27 mai 1941, la FSS est interdite à son tour, et le groupe FSS est exclu du Conseil national.
Dans le canton de Vaud, d'ex-militants communistes ainsi que de l'aile gauche du Parti socialiste (les « nicolistes », partisans de Léon Nicole) fondent le Parti ouvrier et populaire en 1943.

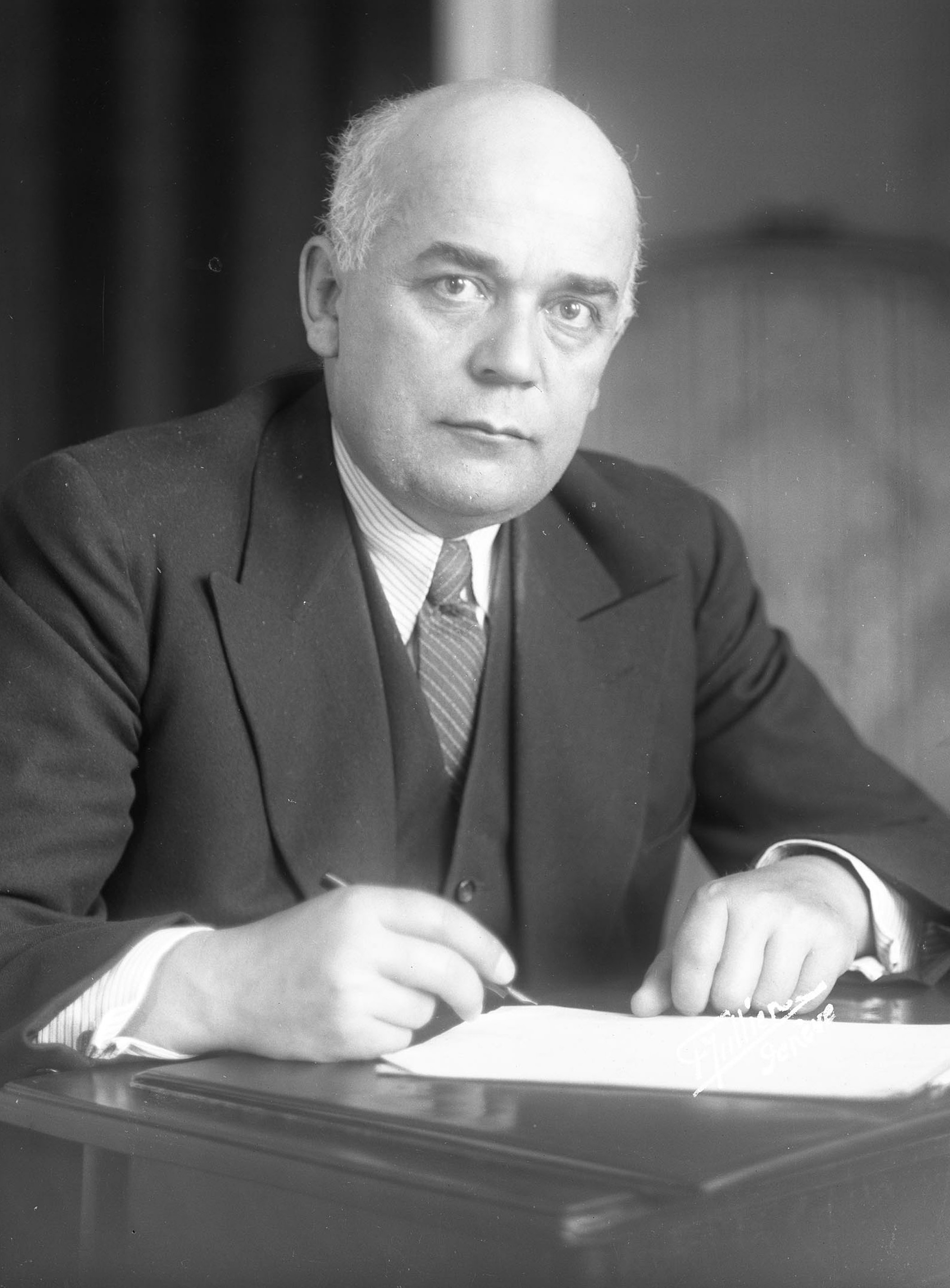
Portrait de Léon Nicole, membre du Conseil national suisse, avril 1933.

Le Parti suisse du travail (PST) est fondé en 1944 à la suite de l'illégalité du Parti communiste suisse. Le 21 mai 1944 a eu lieu la conférence fédérale constitutive du parti à Bâle. Les 14 et 15 octobre de la même année a eu lieu le premier congrès du parti à Zurich. Léon Nicole y est élu président et Karl Hofmaier secrétaire général.
Le Parti suisse du travail est né en octobre 1944 de la fusion de plusieurs partis cantonaux réunissant des communistes (Parti communiste PC), des socialistes de gauche, des gauches indépendants et la Fédération socialiste suisse (FSS) de Léon Nicole, fondée en 1939 et interdite en 1941, dès lors clandestine. Le nouveau parti eut Nicole pour président et pour secrétaire Karl Hofmaier (secrétaire du PC suisse et depuis 1943 de la FSS, après leur fusion). Un an à peine après sa fondation, le PdT comptait officiellement plus de 19 000 adhérents et dix-huit partis cantonaux regroupant 229 sections. En 1947, il obtint 5,1% des suffrages aux élections fédérales et sept sièges au Conseil national. Il prit aussi temporairement une position influente dans plusieurs syndicats. Il connut toutefois peu après des revers et perdit jusqu'à la moitié de ses membres, à la suite de l'exclusion de Hofmaier pour détournement de fonds en 1947, à des dissensions internes quant à la ligne à adopter à propos du communisme soviétique, au début de la guerre froide et à la nouvelle vague d'anticommunisme qu'elle suscita, suite enfin aux événements de l'Europe de l'Est.
L'isolement politique du PdT atteignit son point culminant lors de la répression du soulèvement hongrois par l'Union soviétique en 1956, politique qui amena le parti socialiste à prendre résolument ses distances. En Suisse alémanique, des adhérents firent même l'objet d'actes de violence et le poids du PdT se déplaça dès lors en Suisse romande. La condamnation de l'entrée des troupes soviétiques à Prague en 1968 ne suffit pas à redonner de l'élan au PdT, d'autant plus qu'il ne réussit pas à trouver sa place dans les nouveaux mouvements sociaux. Il connut plusieurs vagues de démissions au cours des années 1980, mais obtint néanmoins régulièrement des sièges dans des exécutifs importants (mairie de Genève, Conseil d'Etat vaudois). Il enregistra quelques succès en politique sociale grâce à son action en faveur du suffrage féminin, de la protection des locataires, de la prévoyance vieillesse et de l'amélioration des conditions de salaire et de travail.

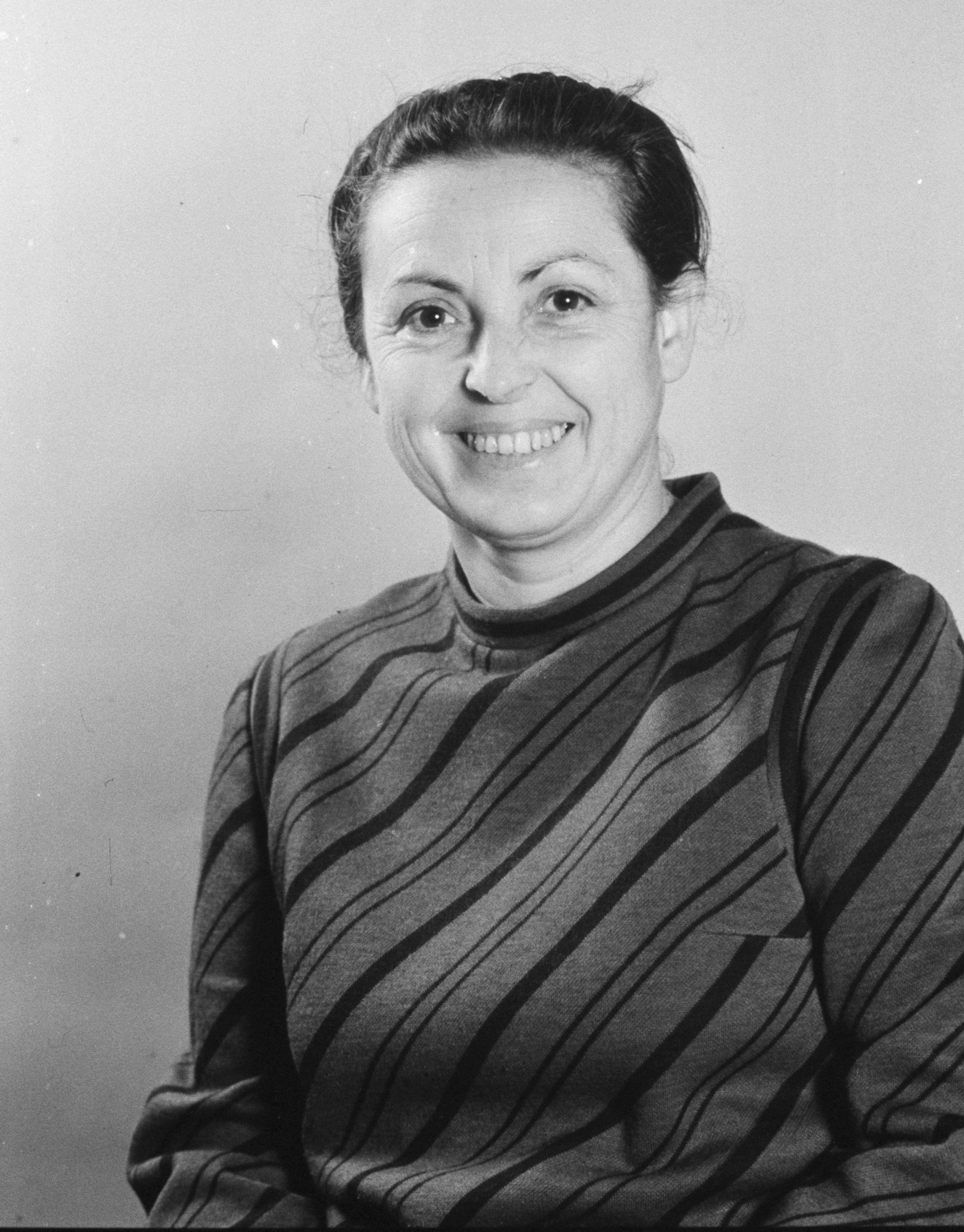
Nelly Wicky première Genevoise à accéder au Conseil national.

Pendant les années de guerre froide, les militants communistes suisses sont exposés à la répression. On en vient à des attaques contre leurs magasins. Certains militants sont licenciés, d’autres même directement agressés. L'anticommunisme sera également instrumentalisé de façon à marginaliser la critique du gouvernement ou de l'armée. En 1989, le « scandale des fiches » révèle que les faits et gestes de 700 000 personnes ont été méthodiquement consignés par les autorités. Outre les communistes, de nombreuses personnes portant un regard critique sur le fonctionnement de la société ont été ciblées : activistes de gauche, écologistes, pacifistes, militants pour le tiers-monde, etc.
Aux élections de 1947, le PST obtient 5,1 % des voix et sept sièges, un score qui demeure son meilleur résultat jusqu'à aujourd'hui.
En 1969, dissolution des jeunesses du PST à la suite des évènements de 1968, et fondation des POCH, du RML et du PSA.
En 1971, introduction d'un quota pour les femmes : premières députées au Conseil national. Nelly Wicky est la première Genevoise à accéder au Conseil national. Elle reste au Conseil national jusqu'en 1975 et s'y engage pour la protection de l'environnement, la lutte contre l’alcoolisme et les problèmes scolaires,.
En 2003, réélection de deux représentants au Conseil national.

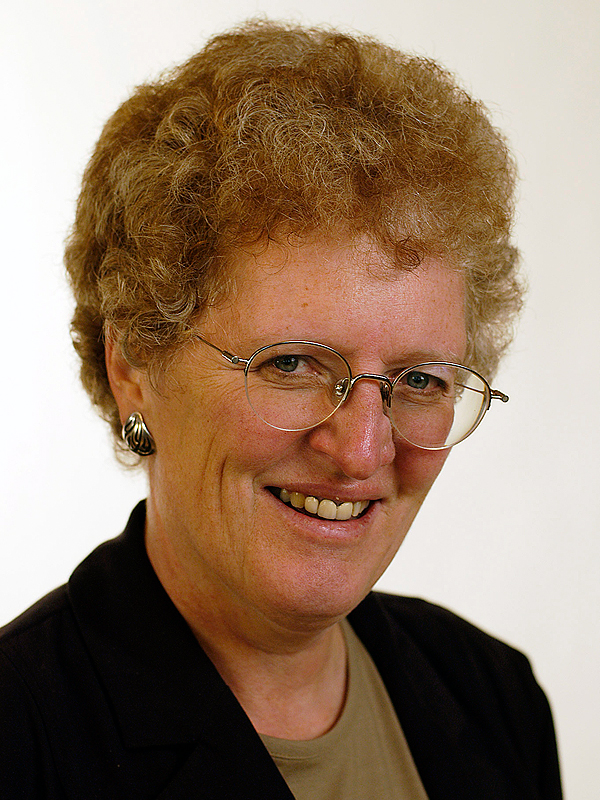
Marianne Huguenin.

En 2007, la Vaudoise Marianne Huguenin est la seule élue au Conseil national. Elle laissera sa place à Josef Zisyadis.
En 2011, il perd son dernier siège au Conseil national, et n'est désormais plus représenté à l'échelon fédéral.
En 2015, le parti fait son retour au Parlement avec l'élection du président du Locle Denis de la Reussille au Conseil national, dans le canton de Neuchâtel. Unique élu du PST-POP au Conseil National, il siège au sein du groupe des Verts. Denis de la Reussille est réélu lors des élections fédérales de 2019.

## Sections cantonales

### POP vaudois
L'organe de direction du POP vaudois est le comité directeur, qui comprend entre 11 et 19 membres. Le président cantonal est Gavriel Pinson de 2011 à 2019. Le secrétaire, le président ainsi que le comité directeur sont élus par le congrès cantonal, qui se réunit une fois par an.
En janvier 2015 une section jeunes s'est créée, nommée Jeunes POP Vaud.
En 2017 lors des élections cantonales le POP place 2 élus au parlement cantonal, qui siègent dans le groupe EP (Ensemble à Gauche et POP) composé alors de 3 autres élus de la gauche combative. Les 2 élus du POP sont Marc Vuilleumier, ancien conseiller municipal à Lausanne et Vincent Keller de Renens, qui a été réélu. Le 3 décembre 2019, à la suite de la démission de Jean-Michel Dolivo, député de solidaritéS, Céline Misiego ancienne secrétaire cantonal du POP Vaudois et conseillère communale à Lausanne, le remplace au sein du groupe parlementaire,.
Le 16 novembre 2019, le congrès du POP vaudois élit une nouvelle présidente cantonale en la personne de Anaïs Timofte,. Elle quitte ses fonctions lors du congrès cantonal du 24 juin 2023 à Renens. Luca Schalbetter est élu pour lui succéder.

### POP jurassien
À Delémont, l'alliance électorale CS-POP-Verts compte huit élus et deux suppléants au conseil de Ville. L'alliance est représentée au conseil communal (exécutif) par un élu de combat socialiste.
Le Parti ouvrier et populaire jurassien édite (quelquefois par année) un bulletin d'information: « Le globule rouge » (5 000 exemplaires)

### POP neuchâtelois

#### Prémices et fondation
Dans le canton de Neuchâtel, le POP s’enracine dans un mouvement ouvrier à l’histoire longue, marqué par la création de d’organisations ouvrières dès la seconde moitié du XIXe siècle, notamment des syndicats ouvriers de l’industrie horlogère dans l’Arc jurassien. Les Montagnes neuchâteloises s’imposent au XXe siècle. comme une véritable pépinière militante dont les membres diffusent ensuite leurs idées et leurs pratiques dans le reste de la Suisse romande. À partir de 1921, le Chaux-de-fonnier Jules Humbert-Droz émerge comme une figure du Parti communiste suisse dans le canton, puis représente le PCS à Moscou au sein du Komintern. Le parti communiste est interdit dans le canton en 1937, avant son interdiction au niveau fédéral.
Le POP a été créé dans le canton de Neuchâtel en 1944, juste avant la création du Parti suisse du travail au niveau fédéral. Le nom POP est choisi comme dans le canton de Vaud pour élargir la base électorale du parti et s’adresser à l’ensemble des travailleuses et travailleurs, urbains et ruraux, de l’agriculture comme de l’industrie. Trois sections locales existent lors de la fondation : La Chaux-de-Fonds, le Locle et Neuchâtel. Le premier secrétaire à être nommé par le parti est André Corswant. Député au Grand conseil en 1945, ce dernier devient conseiller communal chargé des travaux publics à La Chaux-de-Fonds en 1948 et participe à la direction du PST au niveau fédéral.

##### Place des femmes
Des groupes de femmes existent très tôt dans l’histoire du POP neuchâtelois, continuité de groupes féminins et féministes qui ont préexisté au parti tels que le Comité des femmes antifascistes contre la guerre dirigé en 1937 par Marcelle Corswant. À la suite d'une importante mobilisation du POP dans le canton, le droit de vote des femmes y est obtenu en 1959.[réf. nécessaire]
La popiste Marcelle Corswant est la seconde femme à accéder à la présidence du Conseil général de la Chaux-de-Fonds en 1973, et y représente le parti de 1968 à 1982 ainsi qu’au Grand Conseil de 1964 à 1979. Cette Chaux-de-fonnière joue par ailleurs un rôle clef à la Fédération des femmes suisses pour la paix et le progrès (1959-1977) et à l’Association pour les droits de la femme. Elle intègre le comité central du PST de 1968 à 1974. Elle fait partie de la commission cantonale de gériatrie jusqu'à ses 90 ans avant.

#### Presse
Tout comme les sections cantonales de Genève et de Vaud, le POP de Neuchâtel publie en ses débuts Voix Ouvrière, notamment sous la plume d’Étienne Broillet et Louis Sidler. Aussi appelé VO, le journal devient un quotidien en 1945, puis redevient hebdomadaire de 1980 à 1986, avant de changer de nom pour VO Réalités. En 1995 un nouveau changement de nom intervient et transforme le journal du POP en Gauche Hebdo. En parallèle, plusieurs publications sont diffusées par le POP dans le canton entre les années 1940 et 1960 parmi lesquelles : La Voix du peuple neuchâtelois, La Voix du peuple, Voix ouvrière locloise, Voix ouvrière de Neuchâtel. En outre, des bulletins d’information interne tels que Unité d’action ou Le travailleur chaux-de-fonnier ont été diffusés dans les années 1960. En 2020, POPInfo est le journal cantonal du parti.

#### Implantation territoriale
C’est dans les Montagnes neuchâteloises, et plus particulièrement dans les villes de La Chaux-de-Fonds et du Locle que le POP compte sa base militante la plus solide et réalise ses meilleurs scores électoraux. Les premières réunions du parti après sa création ont lieu au Café bâlois à La Chaux-de-Fonds ainsi qu'à un local faisant face à la Halle aux enchères, ce dernier local ayant également été une boutique bouquiniste tenue par André et Marcelle Corswant. Dans les années qui suivent, les réunions ont lieu dans différents cafés de la ville, puis dans des locaux temporairement investis. C’est en 1974 que le POP neuchâtelois fait l’acquisition d’un bâtiment rue du Versoix 7 à La Chaux-de-Fonds pour en faire son siège, situé au même endroit en 2020.
En 2020, le POP neuchâtelois compte quatre sections : La Chaux-de-Fonds, Le Locle, Le Littoral, Le Val de Travers. Au niveau cantonal, le POP compte six sièges sur 115 au Grand conseil pour la législature 2017-2021, soit 2 pour le district du Locle et quatre pour le district de La Chaux-de-Fonds.
Au Grand conseil, les députés du POP neuchâtelois siègent dans le groupe PopVertsSol (PVS) qui réunit au total 25 sièges pour la législature 2017-2021. À partir de 2021, le POP obtient huit sièges sur désormais 100 sièges au Grand Conseil à la suite de la réforme des institutions et fait partie du groupe VertPOP, qui est le deuxième plus important du législatif cantonal avec 27 membres. Depuis 2021, le POP neuchâtelois est présidé par Julien Gressot qui succède à Daniel Ziegler.[réf. nécessaire]
À la Chaux-de-Fonds, le POP compte huit conseillers généraux sur 41 sièges et un conseiller communal pour la législature 2016-2020. Pour la législature 2020-2024, le POP perd un siège au législatif et conserve sa place à l'exécutif. Au Locle, le POP compte seize conseillers généraux sur 41 sièges et deux conseillers communaux pour la législature 2016-2020.

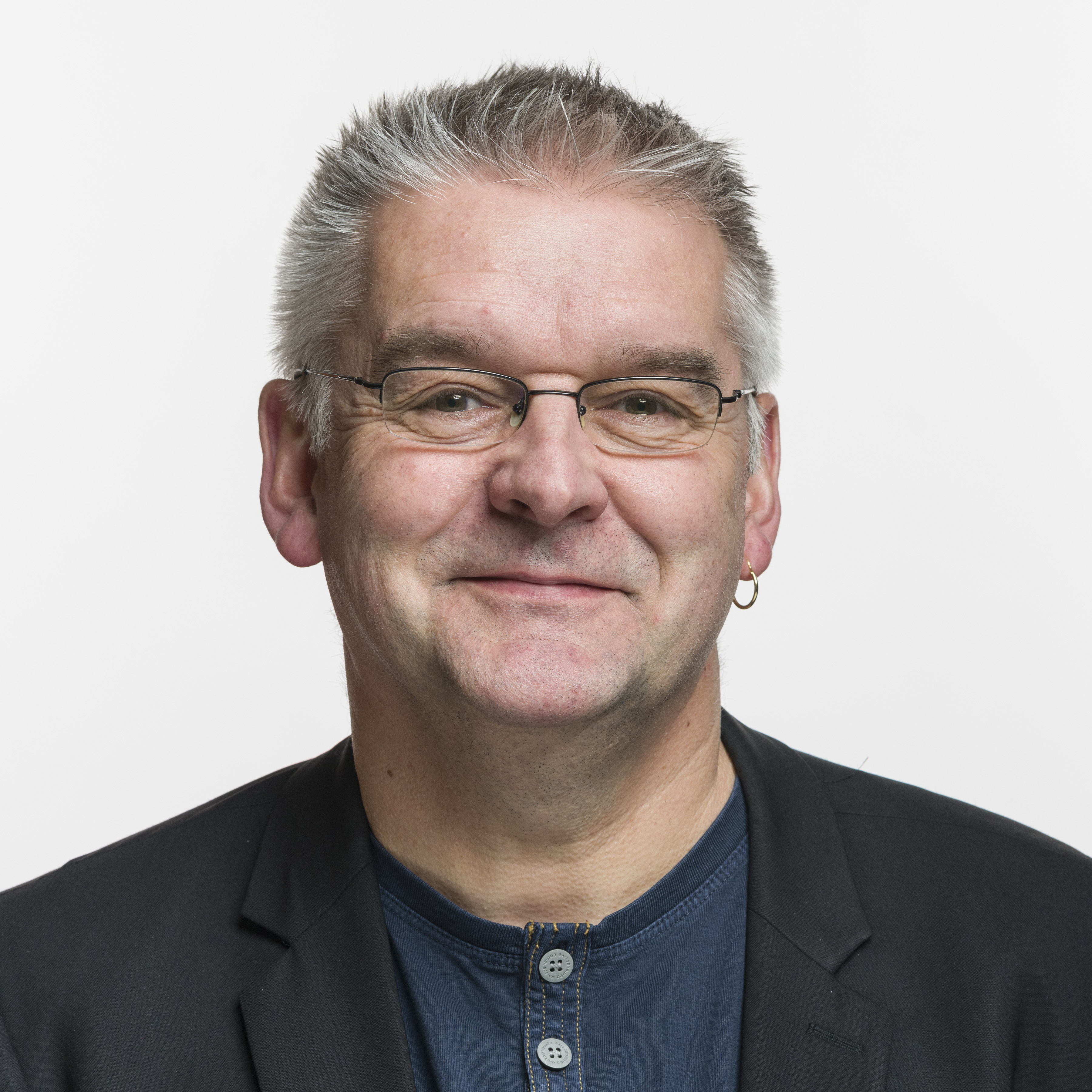
Denis de la Reussille (2019).

En 2015, le Chaux-de-fonnier et président du Locle Denis de la Reussille est élu au Conseil national, il est réélu en 2019. Dans son mandat 2015-2019 et celui de 2019-2023. Unique élu PST/POP de cette dernière législature, Denis de la Reussille siège dans le groupe parlementaire des Verts.

##### Archives
Un fonds d'archive du POP neuchâtelois ainsi qu'un fonds André et Marcelle Corswant et un fonds Maisons du Peuple contenant des sources primaires relatives à l'histoire du parti sont déposés à la Bibliothèque de la Ville de La Chaux-de-Fonds.

### PoP Valais/Wallis
Le 8 octobre 2019, le conseiller général à Martigny Frédéric Nouchi annonce la création d'une section valaisanne du POP,.

### Jeunes POP Suisse
En novembre 2017 s’est officiellement constitué la section nationale des Jeunes POP Suisse (Kommunistische Jungend Schweiz en allemand) , section de jeunesse du Parti suisse du travail (PST-POP). Les Jeunes POP ont des sections dans les cantons de Neuchâtel, Vaud, Genève, Fribourg, Bâle, Berne et Zurich. Plusieurs sections Jeunes POP ont lancé des pétitions pour demander l’introduction des transports publics gratuits dans leur canton,,.

## Représentation au sein du Parti de la gauche européenne
Comme chaque parti membre, le PST envoie deux délégués au bureau du Parti de la gauche européenne. Élus au congrès de Prague, les deux délégués du PST sont Brigitte Berthouzoz et Norberto Crivelli.

## Résultats électoraux

### Élections au Conseil national
| Année | %   | Sièges  |
| ----- | --- | ------- |
| 1947  | 5,1 | 7 / 194 |
| 1951  | 2,7 | 5 / 196 |
| 1955  | 2,6 | 4 / 196 |
| 1959  | 2,7 | 3 / 196 |
| 1963  | 2,2 | 4 / 200 |
| 1967  | 2,9 | 5 / 200 |
| 1971  | 2,6 | 5 / 200 |
| 1975  | 2,4 | 4 / 200 |
| 1979  | 2,1 | 3 / 200 |
| 1983  | 0,9 | 1 / 200 |
| 1987  | 0,8 | 1 / 200 |
| 1991  | 0,8 | 2 / 200 |
| 1995  | 1,2 | 3 / 200 |
| 1999  | 1,0 | 2 / 200 |
| 2003  | 0,7 | 2 / 200 |
| 2007  | 0,7 | 1 / 200 |
| 2011  | 0,5 | 0 / 200 |
| 2015  | 0,8 | 1 / 200 |
| 2019  | 1,1 | 1 / 200 |
| 2023  | 0,7 | 0 / 200 |